# Eleuterodòntids
Els eleuterodòntids (Eleutherodontidae) són una família de mamaliaformes (mamífers primitius) que visqueren durant el Juràssic mitjà i el superior. Se n'han trobat restes fòssils a la Xina, Rússia i el Regne Unit. Es tractava d'animals arborícoles que tenien una dieta majoritàriament insectívora.